# Filosofisk praxis
Filosofisk praxis, ibland filosofisk rådgivning eller klinisk filosofi, är en rörelse inom praktisk filosofi som växte fram i Europa och Nordamerika under 1900-talet. Filosofisk praxis innebär att filosofisk teori tillämpas i praktiken, till exempel på en arbetsplats, i skolan, inom vården eller på offentliga mötesplatser, i form av samtal, workshoppar och andra dialogbaserade upplägg. Dessa leds av filosofer, som i det sammanhanget kallas filosofiska praktiker, ibland praktiserande filosofer.
Den svenska filosofen Kalle Grill har kallat filosofisk praxis ”en rörelse och en aktivitet där filosofiskt skolade personer agerar vägvisare åt de som vill utforska filosofiska frågor utan att nödvändigtvis studera filosofi själva.” I Sverige främjas tillämpningen av filosofi sedan 2011 av Svenska sällskapet för filosofisk praxis (SSFP), grundat av Tulsa Jansson.